# Аушкуль
Аушкуль (баш. Әүешкүл) — бессточное озеро у деревни Старобайрамгулово в Учалинском районе Республики Башкортостан. Находится в бассейне реки Уй.

## Характеристики
Площадь зеркала — 2,24 км², длина — 2,05 км, ширина — 1,4 км, средняя глубина — 1,85 м, объём воды — 4,14 млн м³; площадь водосбора — 7,54 км². Озеро Аушкуль находится на высоте 413 метров над уровнем моря.
Озеро имеет тектоническое происхождение и сформировалось в породах силура и девона (серпентиниты, песчаники, глины). Имеет чашеобразную котловину, илистое пологое дно.
Питается атмосферным осадками, эвтрофное.
Ландшафт — каменистая степь, берёзовые леса. С западного берега озера возвышается гора Ауштау (Ауштая; 645 метров над уровнем моря, 230 метров над озером). По берегам озера есть залежи яшмы.
Водятся такие виды рыб как: карась, карп, лещ, линь, окунь, плотва, щука. Из птиц встречаются: журавль серый, кряква, тетерев и другие.
Около юго-западного берега озера течёт река Шартадма.

## Топонимика
Название озера переводится с башкирского буквально как «кривое озеро».